# Nekromantix
Nekromantix – duńska grupa muzyczna wykonująca psychobilly. Powstała w 1989 roku w Kopenhadze z inicjatywy Kima Nekromana, który pozostaje jedynym stałym członkiem zespołu. Muzyk gra na wykonanym na zamówienie charakterystycznym kontrabasie w kształcie trumny. W swej twórczości nawiązuje do tematyki horrorów. Mimo częstych zmian personalnych w składzie, zespół utrzymał swój charakterystyczny styl.
Do 2002 roku ukazało się pięć albumów studyjnych Nekromantix pozytywnie ocenianych zarówno przez fanów jak i krytyków muzycznych. tego samego roku Nekroman przeprowadził się do Stanów Zjednoczonych i wraz z nowymi muzykami kontynuował działalność artystyczną.

## Historia

### 1989–2001
Zespół Nekromantix powstał w 1989 roku w Kopenhadze z inicjatywy instrumentalisty Kima Nekromana, który opuścił duńską marynarkę wojenną, gdzie pracował jako radiooperator na okręcie podwodnym. W międzyczasie Nekroman grał na perkusji w zespole rockabilly, uczył się wówczas gry na kontrabasie. Muzyk do współpracy zaprosił gitarzystę Paolo Molinariego i perkusistę Jensa Brygmana. Charakterystycznym elementem zespołu był kontrabas Nekromana w kształcie trumny. Pierwszy model był wykonany z dziecięcej trumny, jednakże w późniejszym muzyk nabywał kolejne instrumenty na zamówienie celem uzyskania lepszych walorów brzmieniowych. Również w 1989 roku z zespołu odeszli Molinari i Brygman, których zastąpili Peter Sandorff i Peek. Pół roku po rozpoczęciu działalności zespół wystąpił na festiwalu psychobilly w Hamburgu w Niemczech. KOncert okazał się sukcesem i przyniósł grupie kontrakt płytowy z wytwórnią Tombstone Records nakładem której ukazał się pierwszy album Nekromantix pt. Hellbound. W 1991 roku ukazał się kolejny album zespołu zatytułowany Curse of the Coffin. W ramach promocji do tytułowego utworu został zrealizowany teledysk.
W 1992 roku Peek i Sandorff opuścili zespół. W ich miejsce dołączyli gitarzysta Jan Daggry i perkusista Tim Kristensen występujący pod pseudonimem Ian Dawn. W nowym składzie grupa nagrała trzeci album Brought Back to Life, który ukazał się w 1994 roku. Wkrótce potem zespół opuścił Daggry, którego podczas koncertów zastąpił Emil Oelund, a następnie Thormod do czasu ustalenia stałego zastępstwa w osobie Sørena Munka Petersena. W 1996 ukazał się czwarty album Nekromantix Demons Are a Girl’s Best Friend. Wydawnictwo było promowane podczas koncertów w Finlandii, Niemczech, Wielkiej Brytanii, Holandii, Belgii, Szwecji, Francji oraz Japonii. Tego samego roku w Kolonii Nekroman poznał kontrabasistkę Patricię Day z którą założył grupę HorrorPops. W 1997 roku Peter Sandorff powrócił do zespołu wraz z bratem Kristianem, który grał na perkusji. W 1999 roku zespół zagrał w Kopenhadze okolicznościowy koncert z okazji dziesięciolecia działalności artystycznej. Koncert został zarejestrowany przez Państwowe Radio Duńskie. Nagrania ukazały się trzy lata później na albumie koncertowym zatytułowanym Undead 'n' Live.

### Od 2001
W 2001 Nekroman przekazał nagrania demo właścicielowi Hellcat Records i wieloletniemu entuzjaście zespołu Timowi Armstrongowi. Wkrótce potem grupa podpisała kontrakt z Hellcat Records i przystąpiła do prac nad kolejnym albumem. W 2002 roku ukazał się kolejny album grupy pt. Return of the Loving Dead. Wydawnictwo było promowane teledyskiem do utworu "Gargoyles Over Copenhagen" oraz podczas licznych tras koncertowych w Stanach Zjednoczonych. Tego samego roku Nekroman przeprowadził się do Stanów Zjednoczonych. Natomiast bracia Sandorff pozostali w Danii. W 2004 roku ukazał się zrealizowany w całości w Los Angeles album pt. Dead Girls Don’t Cry. Wyjątek stanowiły partie wokalu wspierającego nagrane przez Petera Sandorffa w Kopenhadze. W 2005 roku bracia Sandorff opuścili zespół. W ich miejsce Nekroman do współpracy zaprosił gitarzystę Tröya Deströya i perkusistę znanego jako Wasted James występującego dotychczas w kalifornijskiej grupie Rezurex. Również w 2005 roku nakładem Hellcat ukazała się reedycja trzeciego albumu Nekromantix pod zmienionym tytułem Brought Back to Life Again.
W maju 2006 roku zespołu odszedł perkusista Wasted James, który dołączył do zespołu Tiger Army. Muzyka zastąpił występujący dotychczas w zespole The Rocketz - Andrew Martinez. 10 kwietnia 2007 roku ukazał się album studyjny zatytułowany Life Is a Grave & I Dig It!. Wydawnictwo było promowane podczas koncertów w USA. W listopadzie tego samego roku Tröy Deströy opuścił zespół celem rozpoczęcia kariery solowej. Zastąpił go występujący w australijskiej grupie Firebird gitarzysta Pete Belair, który współpracował z zespołem podczas koncertów do 2008 roku. Belaira zastąpił Franc członek hiszpańskich zespołów Nightbreed i Ultimo Asalto. 11 stycznia 2009 roku w wypadku samochodowym zginął perkusista Andy DeMize. Również w styczniu jego następcą została perkusistka Lux członkini Mystery Hangup i Sacred Storm. W nowym składzie grupa odbyła trasę koncertową w Stanach Zjednoczonych.

## Muzycy

### Obecny skład zespołu
- Kim Nekroman – śpiew, kontrabas (od 1989)
- Franc – gitara, wokal wspierający (od 2008)
- Lux – perkusja (od 2009)

### Byli członkowie
- Paolo Molinari – gitara (1989)[14]
- Jens Brygman – perkusja (1989)[14]
- Peek (Sebastian) – perkusja (1989–1993)
- Peter Sandorff – gitara, wokal wspierający (1989–1993, 1997–2005)
- Ian Dawn (Jan Daggry) – gitara, wokal wspierający (1993−1994)
- Emil Oelund – gitara (1994–1995)
- Thormod – gitara (1995)
- Søren Munk Petersen – gitara, wokal wspierający (1995–1996)
- Grim Tim Handsome (Tim Kristensen) – perkusja (1993–1996)
- Kristian Sandorff – perkusja (2000−2005)
- Wasted James (James Meza) – perkusja (2005−2006)
- Tröy Deströy – gitara, wokal wspierający (2005–2007)
- Andy DeMize (Andrew Martinez; zmarły) – perkusja (2006–2009)
- Pete Belair – gitara, wokal wspierający (2007–2008)

## Dyskografia
Opracowano na podstawie materiału źródłowego.
Albumy
- Hellbound (1989, Tombstone)
- Curse of the Coffin (1991, Nervous)
- Brought Back to Life (1994, Intermusic)
- Demons Are a Girl’s Best Friend (1996, Record Music DK)
- Return of the Loving Dead (2002, Hellcat)
- Dead Girls Don’t Cry (2004, Hellcat)
- Brought Back to Life Again (2005, Hellcat)
- Life Is a Grave & I Dig It! (2007, Hellcat)
- What Happens in Hell, Stays in Hell! (2011, Hellcat)

Albumy koncertowe
- Undead 'n' Live (2001, E.S.P./Kick Music)

## Teledyski
- "Curse of the Coffin" (1991)
- "Gargoyles Over Copenhagen" (2002)
- "Horny in a Hearse" (2007)